# École Militaire (stanice metra v Paříži)
École Militaire je nepřestupní stanice pařížského metra na lince 8 v 7. obvodu v Paříži. Nachází se na náměstí Place de l'Ecole Militaire.

## Historie
Stanice byla otevřena 13. července 1913 jako součást prvního úseku linky 8.

## Název
Jméno stanice znamená Vojenská škola podle přiléhající vojenské akademie.

## Vstupy
Vchod do stanice se nachází mezi École Militaire a Champ de Mars.

## Zajímavosti v okolí
- École militaire založená v roce 1750, její budova pochází z roku 1760, studoval zde mj. i Napoleon Bonaparte. Škola dodnes poskytuje vysokoškolské vojenské vzdělání.
- Champ de Mars – bývalé vojenské cvičiště, dnes park mezi École militaire a Eiffelovou věží.